# Light painting
Ne doit pas être confondu avec Live painting.

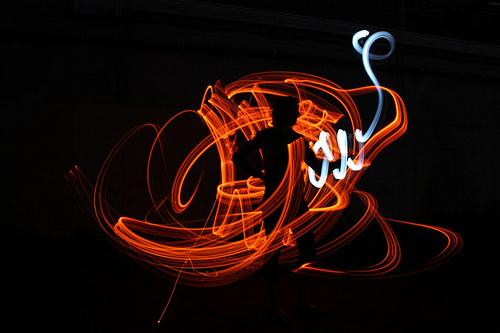
Photo light painting réalisée en déplaçant la source lumineuse vers l'objectif.

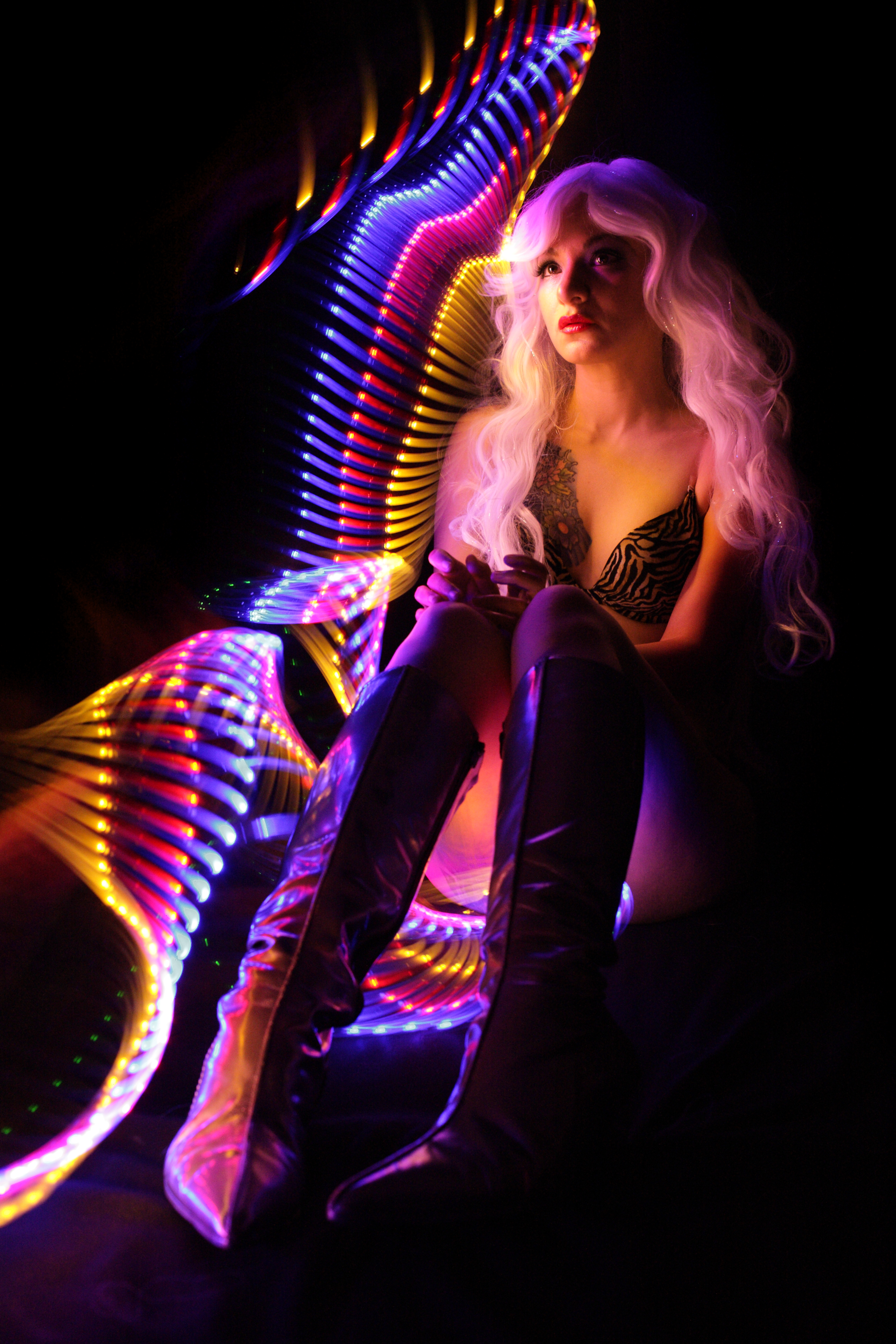
Photo light painting, lumières des lampes LED, Beo Beyond (2013).

Le light painting est une technique visuelle de prise de vue photographique fondée sur la captation de la lumière, peu importe sa forme et son intensité, sur un capteur optique ou numérique. Cela permet de fixer la lumière. Cette technique consiste à modeler la lumière pour créer des compositions selon l’envie et la volonté du lightpainteur. 
Le lightpainting se divise en deux parties : on peut appliquer des principes de création qui sont le lightdrawing (tracé de lumière dans une image) et le light-painting (volonté de « peindre » une surface avec de la lumière).
Parmi les photographes plasticiens utilisant cette technique on peut citer Jean Daviot, Michel Séméniako, Jacques Pugin, etc.

## Description
Le light painting est une technique photographique consistant à faire intervenir une ou plusieurs sources de lumière tenues à la main (typiquement des lampes de poche ou autre lasers) dans une scène photographiée avec un temps de pose supérieur à 1 seconde. 
La lumière peut être :
- dirigée vers l'objectif : le résultat ressemble alors à une photo classique sur laquelle on aurait peint des traits lumineux ;
- dirigée vers le sujet, ou une partie du sujet photographiée : la photo est ainsi éclairée par endroits et sombre à d'autres.

L'intérêt de la photo se trouve alors dans la qualité du jeu de lumière ainsi produit. La mise en pratique de cette technique requiert un appareil photo disposant d'un temps de pose d'au moins une seconde, et de plusieurs minutes pour des scènes évoluées. Tout comme la photographie de nuit, cette pratique a gagné en popularité avec l'avènement de la photographie numérique, entre autres parce que le photographe peut contrôler immédiatement le résultat de ses prises de vues.

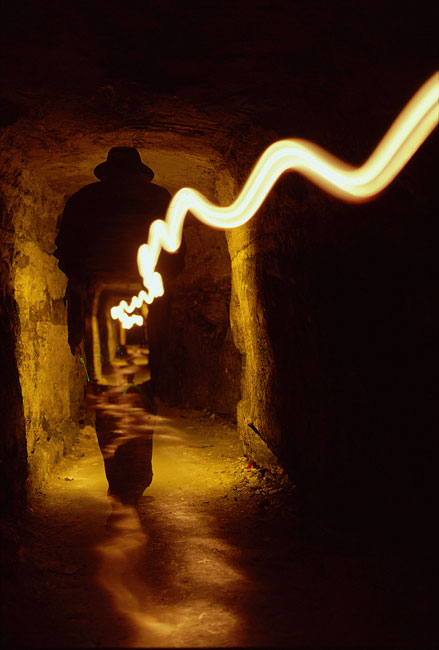
Image combinant plusieurs techniques de light painting.
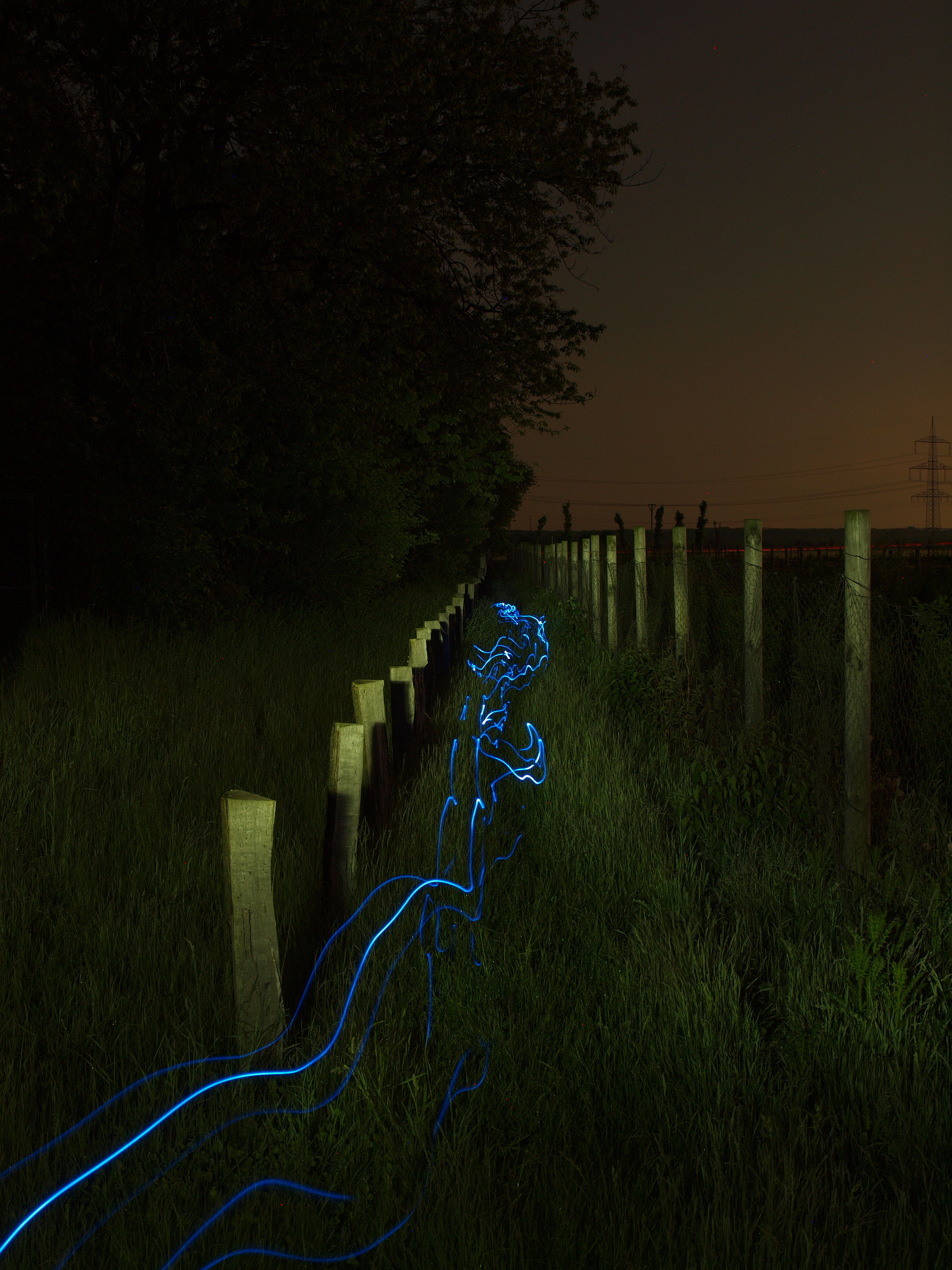
Chien avec un ruban LED.
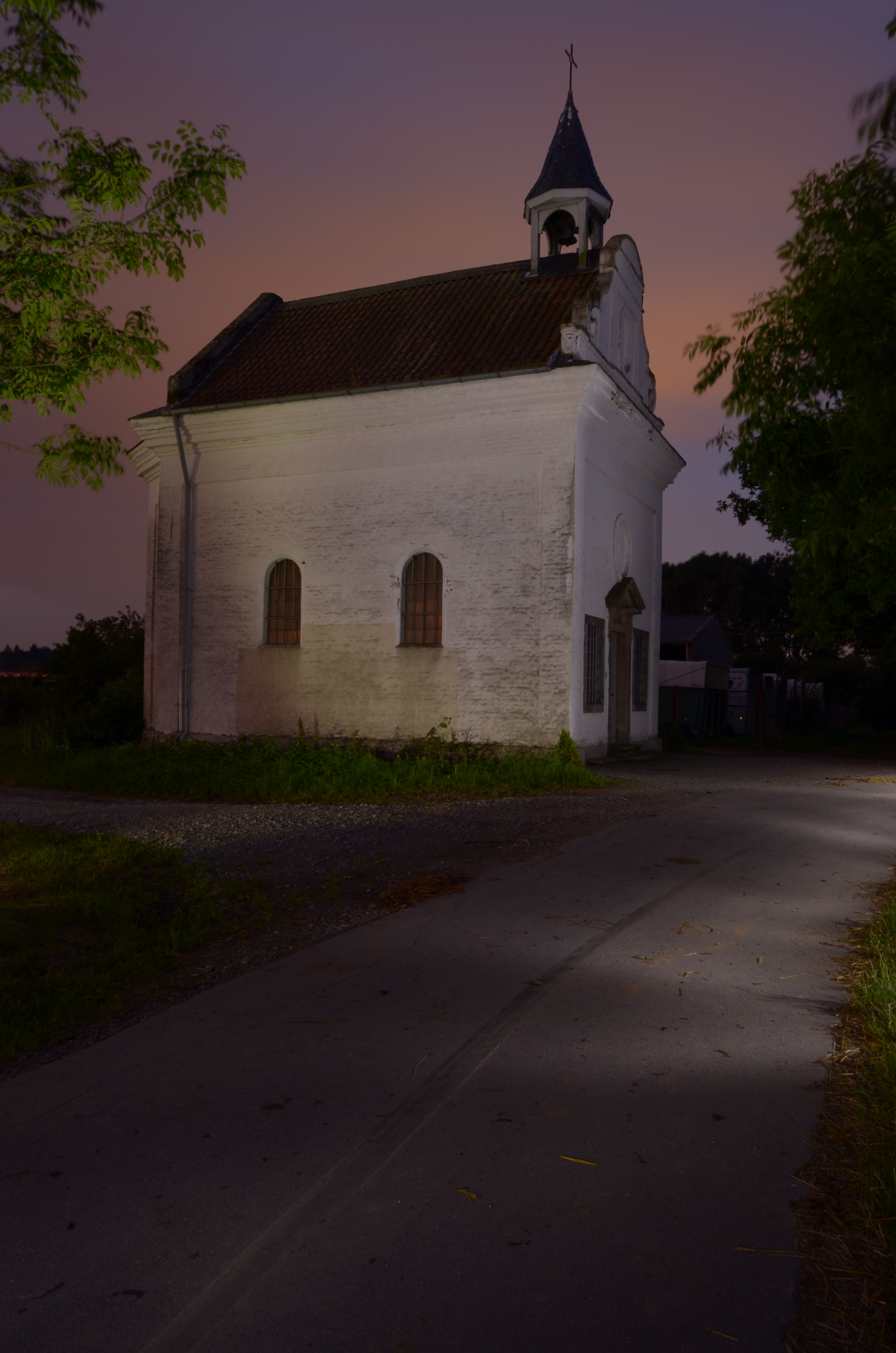
Chapelle, éclairée avec des LED pendant une longue exposition.
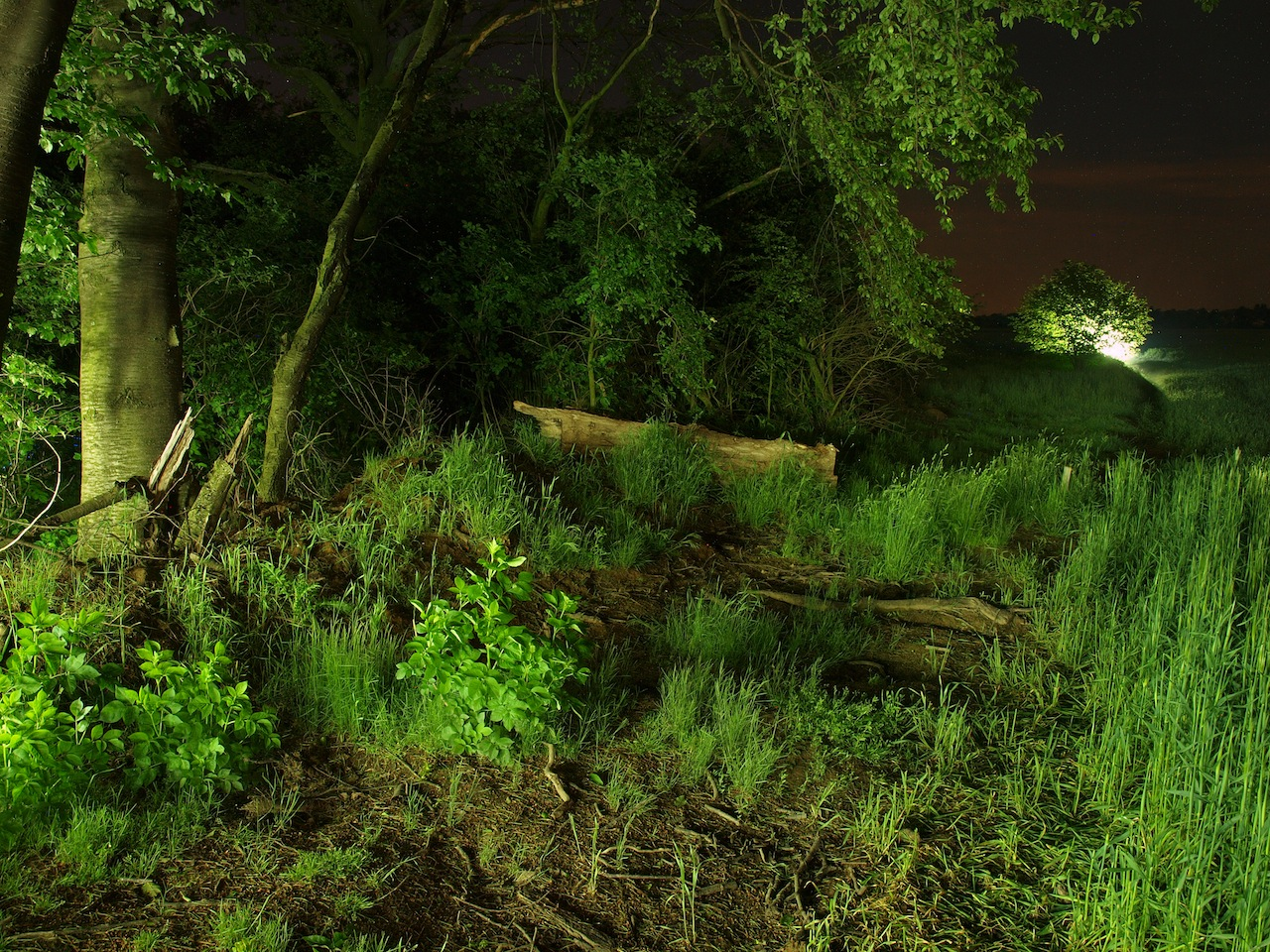
Paysage éclairé avec des LED pendant une longue exposition.
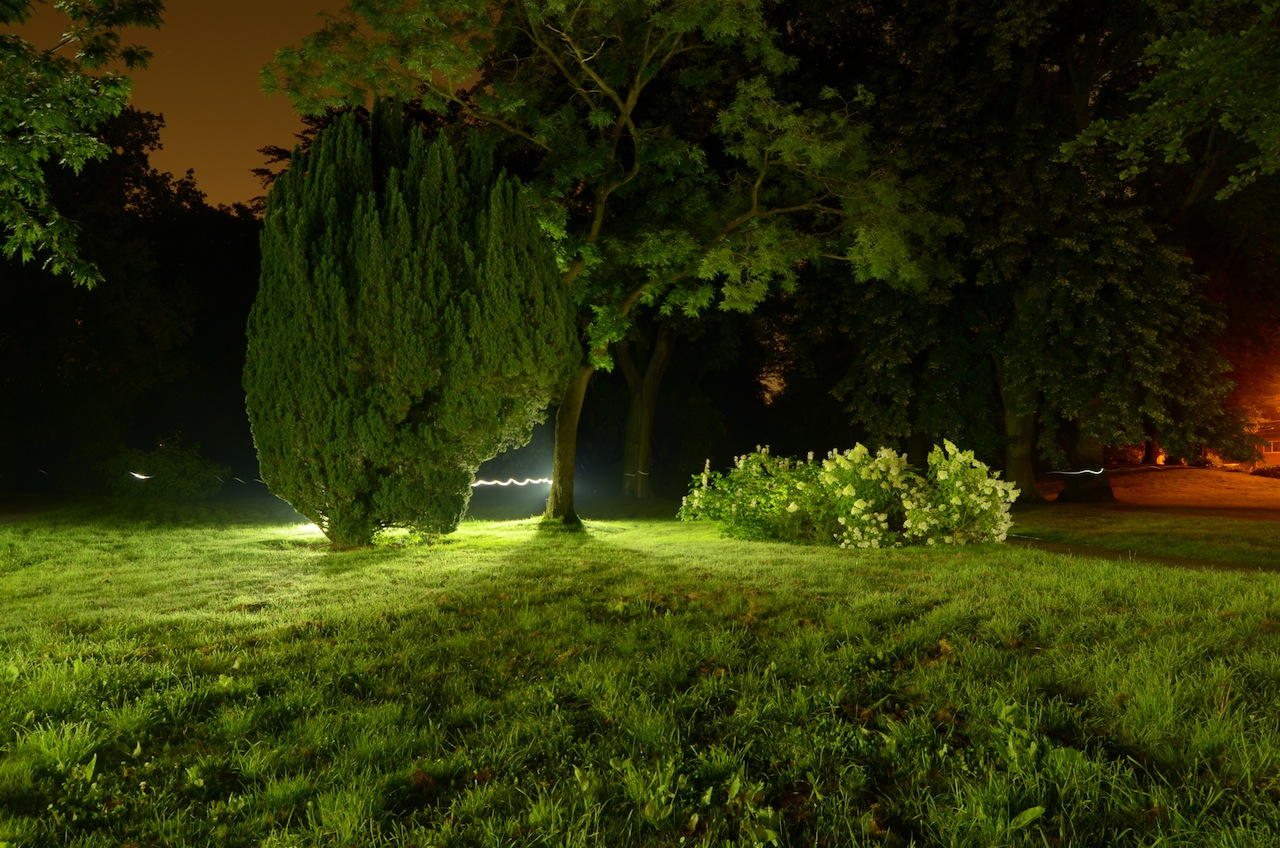
Paysage éclairé avec des LED pendant une longue exposition.
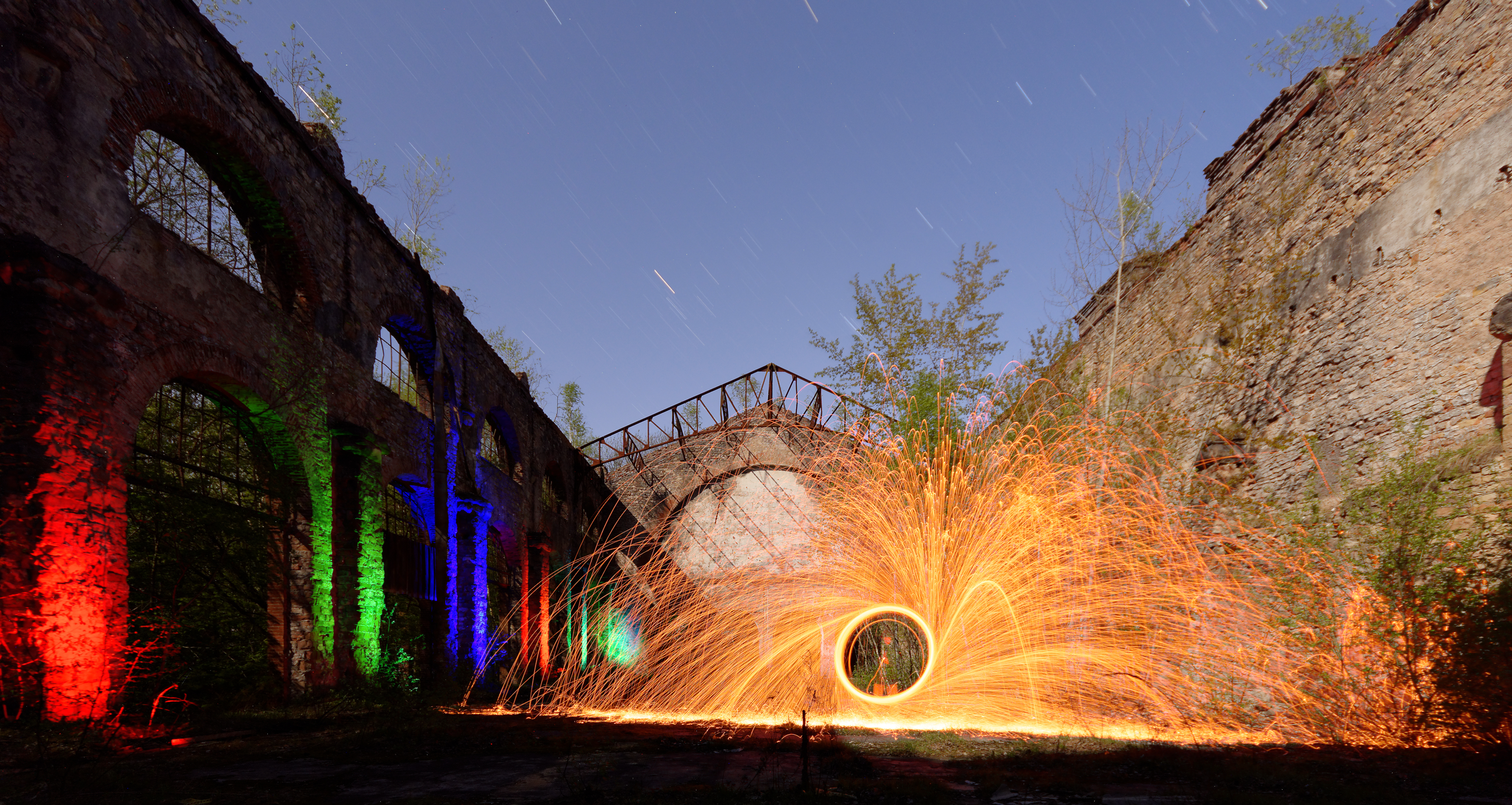
Dans un site minier abandonné.
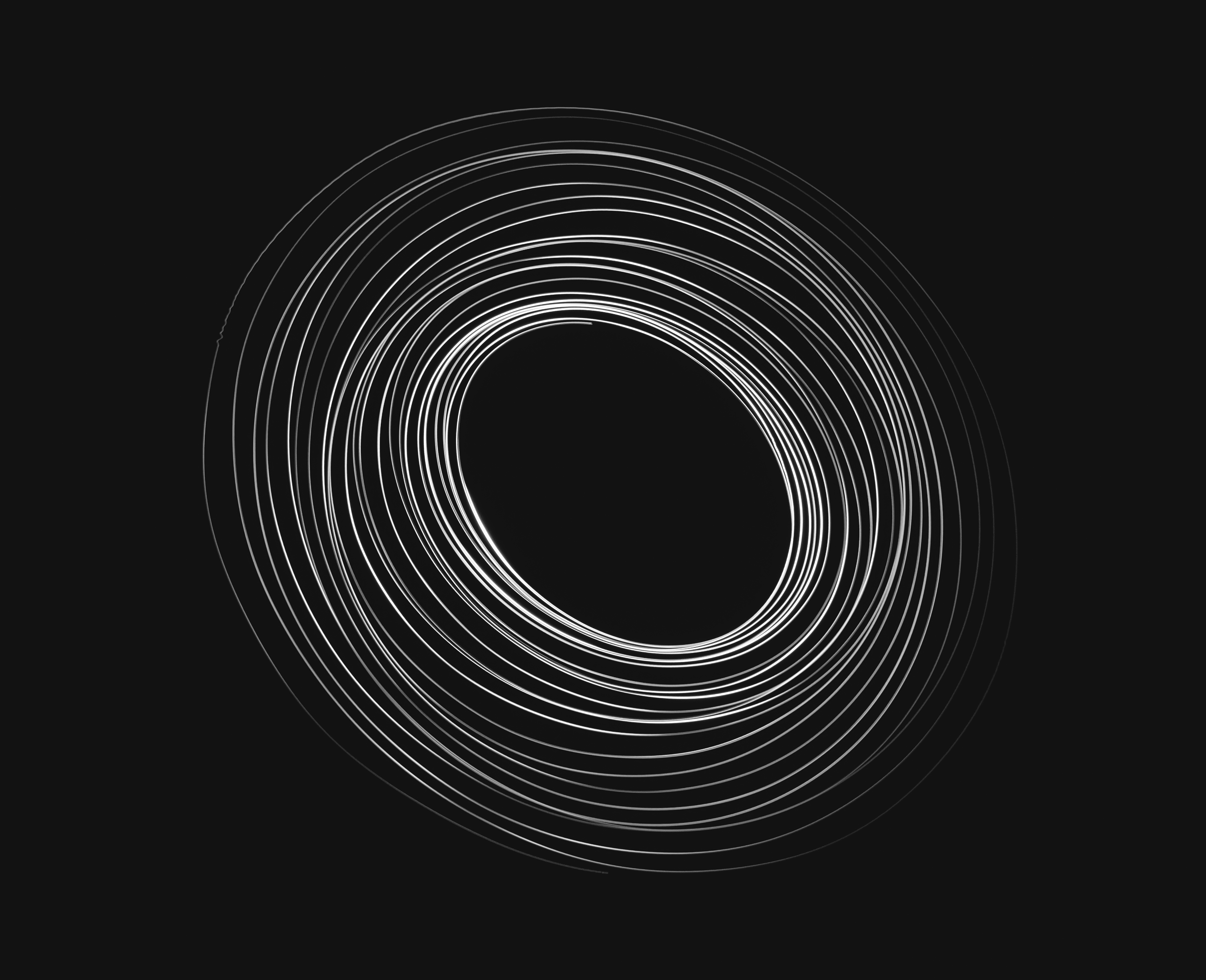
En faisant des cercles pour dessiner le light painting.
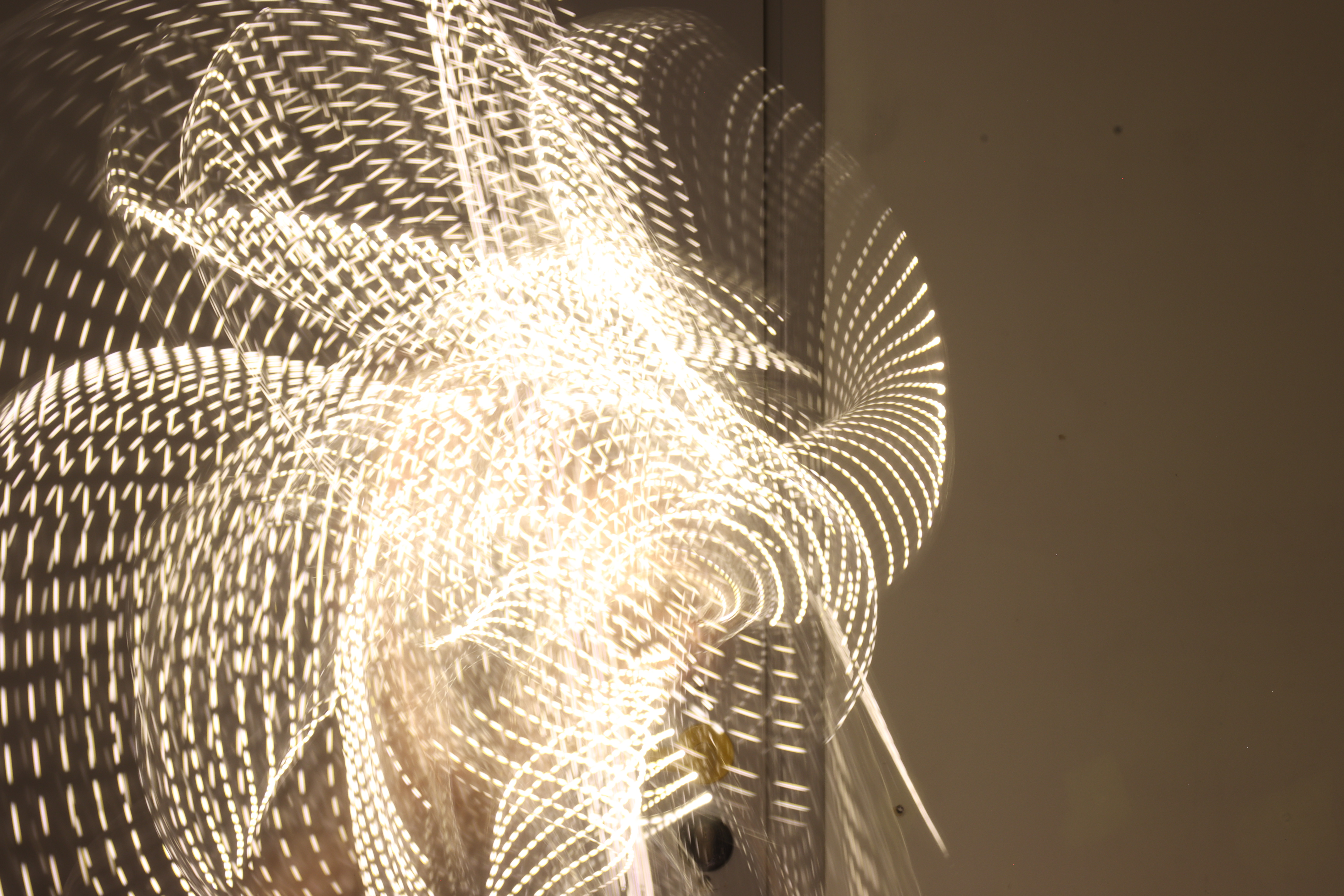
Lightpainting issue d'un travail scolaire au lycéé CDG (Chaumont), France

## Histoire

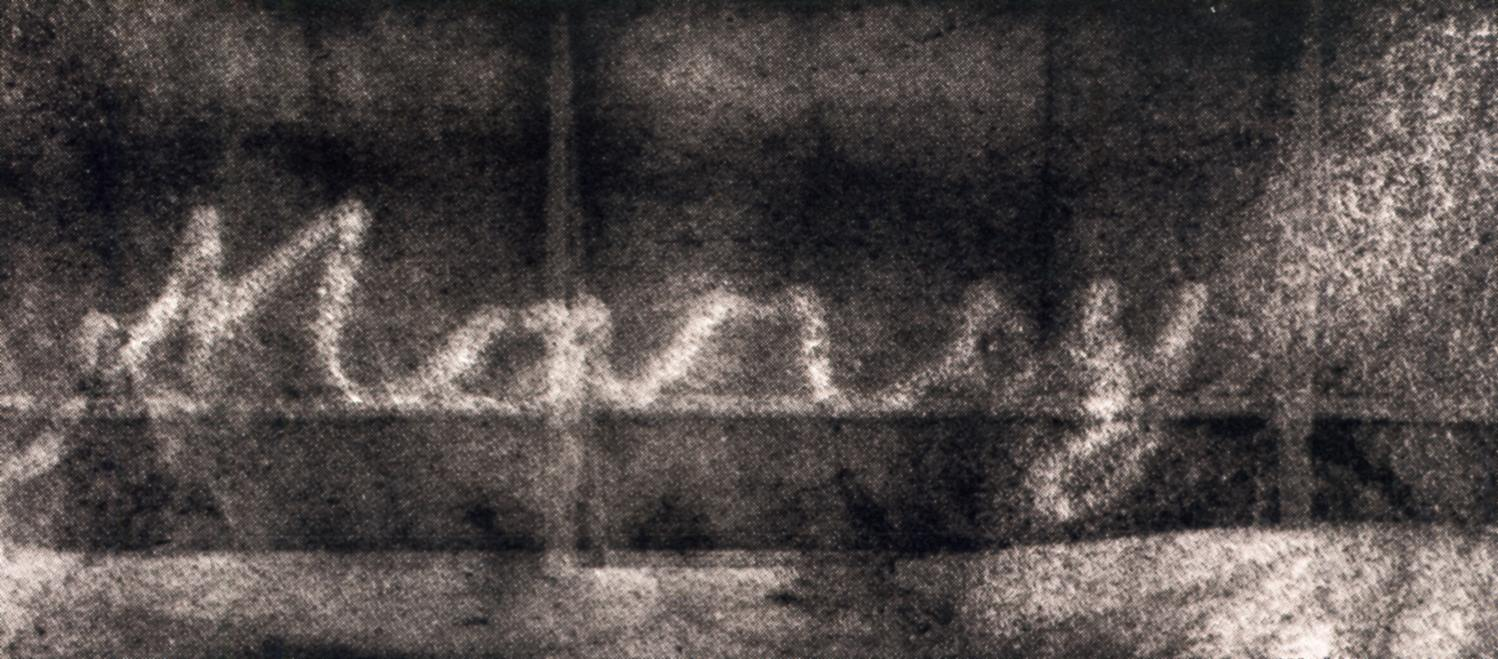
Signature d'Étienne-Jules Marey en light painting en 1882.

Étienne-Jules Marey, le pionnier de la photographie et précurseur du cinéma, serait le premier light painter comme le rapporte l’Académie des Sciences, le 7 août 1882. 

« Je pris un bâton noir terminé par une boule blanche, et je l’agitai en marchant devant l’écran, de manière à tracer successivement toutes les lettres de mon nom ; ma signature se trouva distinctement écrite sur la plaque photographique. »

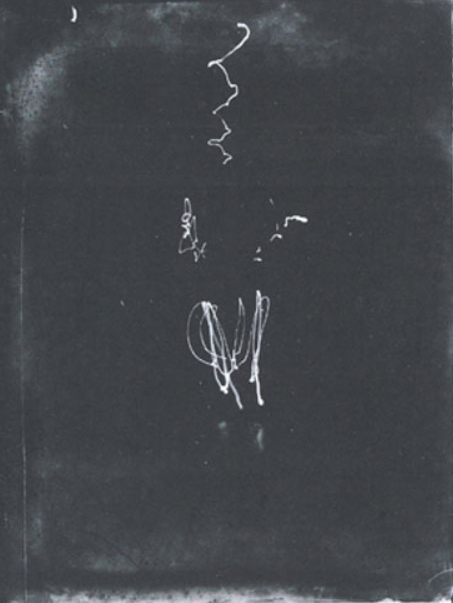
Georges Demenÿ et Édouard Quénu, Mouvement rendu visible par une lumière photographiée en pose B.

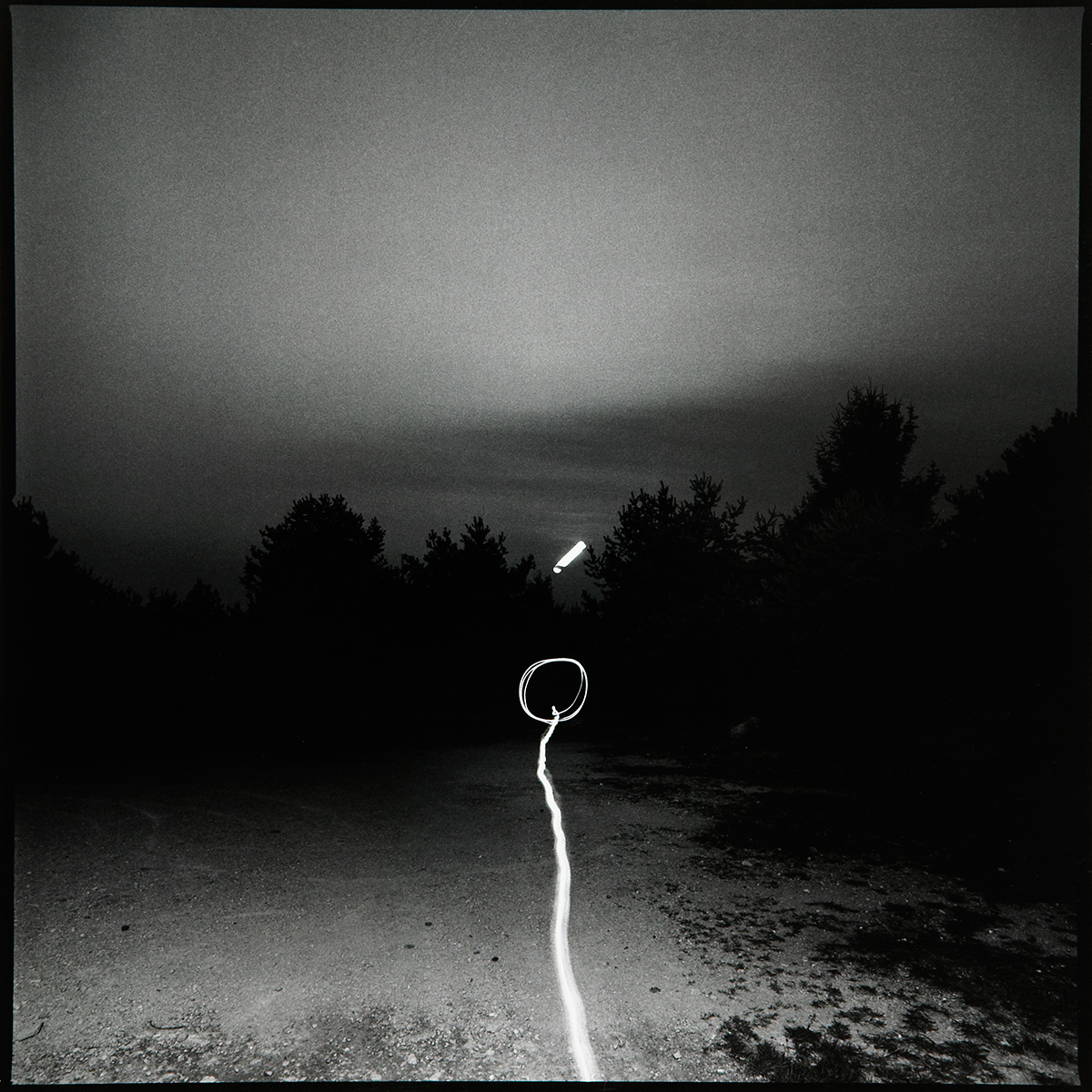
Jacques Pugin, Graffiti greffés #06, 1979, tirage papier argentique vintage 40 x 30 cm.

Georges Demenÿ et Édouard Quénu, s'informent avant 1886 sur les recherches conduites par Étienne-Jules Marey sur la marche de l'homme et souhaite mener des travaux sur la claudication et sur la marche pathologique des handicapés. Il semblerait qu'il s'en soit entretenu avec Marey lequel aurait chargé Demenÿ d'adapter le dispositif chronophotographique à des prises de vue à l'intérieur de bâtiments. Jusqu'alors les prises de vues avaient été faites en extérieur avec des points blancs qui reflétaient la lumière du jour, il fallait donc remplacer les points blancs par des ampoules à incandescence pour arriver à obtenir une prise de vues lisible faite dans les locaux mêmes d'un hôpital. Marey a suivi l'opération de bout en bout : mise au point du matériel d'expérimentation (cf. lettre à Demenÿ du 2 janvier 1886 où il donne à Demenÿ nombre de conseils pour les branchements), puis réalisation des expériences proprement dites à l'hôtel-Dieu et à l'hôpital Beaujon à Paris. Le dispositif semble être pratiquement opérationnel fin 1886. Le 30 décembre 1886, Marey conseille toutefois à Demenÿ d'entrer en contact avec Louis Soret, professeur à l'Université de Genève qui a déjà réalisé ce type d'expérimentation et qui le conseillera utilement.
Le photographe américain Man Ray a réalisé, en 1937, plusieurs œuvres utilisant cette technique : A Man With Moving Light et Space-Writing, en 1937.
En 1949, Pablo Picasso et le photographe Gjon Mili ont réalisé une série de photographies en faisant un rapide crayonné dans l'air.
Dans les années 1950, le peintre Georges Mathieu fit une photographie pour une couverture de magazine japonais.
L'artiste photographe Jacques Pugin fit plusieurs séries d'images avec cette technique en 1979.

## Images obtenues

### En déplaçant la source lumineuse

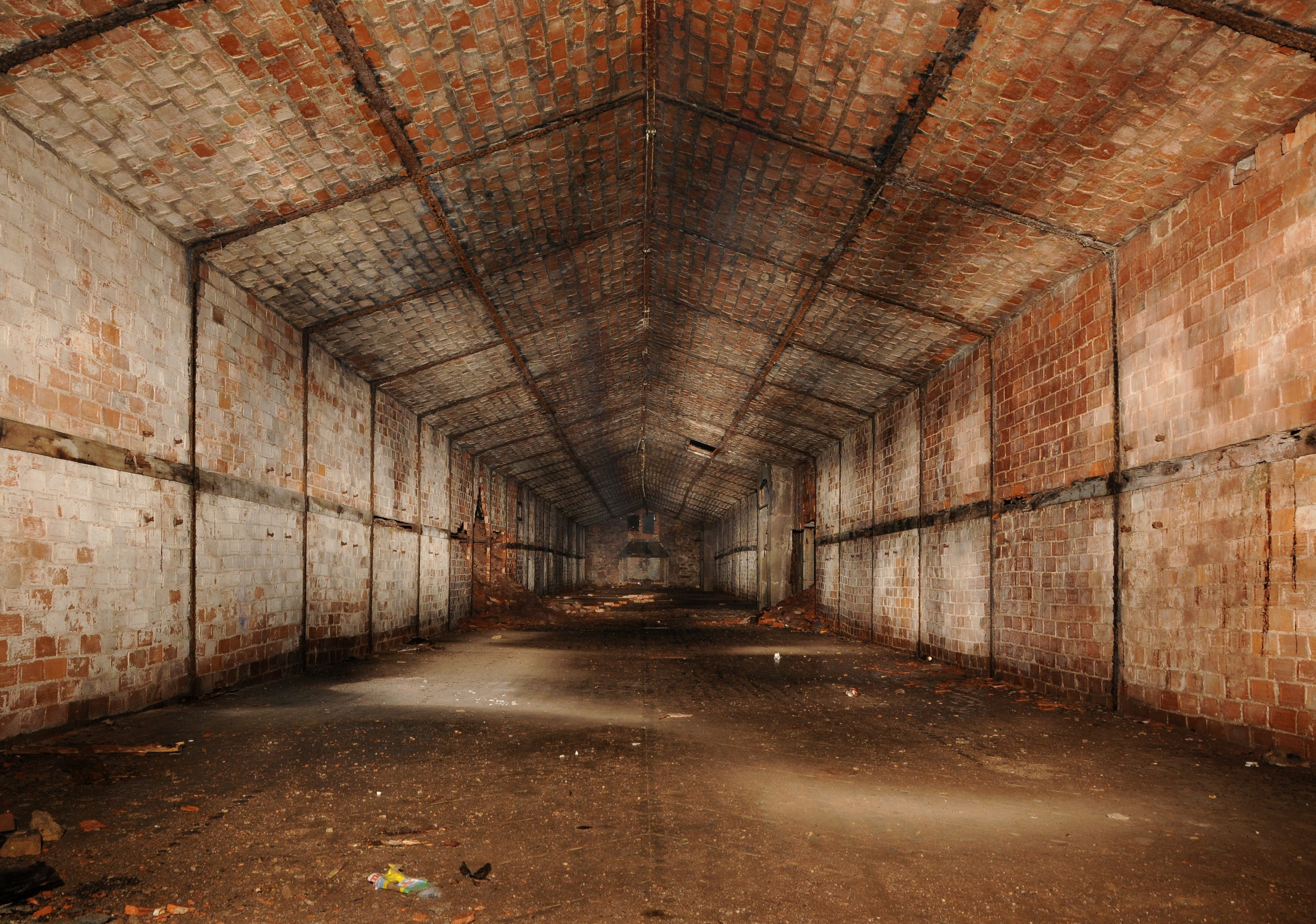
Photo réalisée en déplaçant la source lumineuse vers la scène à photographier (en exploration urbaine).

Le light painting est en général pratiqué :
- soit en étant devant l'appareil et en déplaçant une ou plusieurs sources lumineuses dans une scène en direction de l'appareil photo pendant qu'il est en mode pose longue. Le résultat ressemble alors au tracé d'un crayon clair sur un fond sombre (appelé aussi lightgraff). Ou en éclairant une scène avec des lampes ayant un champ d'éclairement relativement large,
- soit en étant derrière l'appareil et en éclairant durant le temps de pose des parties spécifiques d'un objet ou d'une scène pendant que l'appareil photo est réglé sur pose longue. Cette technique est utilisée notamment en exploration urbaine dans le cas de la photographie de vastes lieux obscurs où le flash ne convient pas.

### En déplaçant l'appareil photo
Le light painting obtenu en déplaçant l'appareil photo, également nommé « camera painting » ou « camera toss », consiste à peindre une source de lumière sur le capteur de l'appareil photo en déplaçant ce dernier. Le mouvement relatif du boîtier par rapport à l'objet éclairé donne un résultat approchant celui qu'on pourrait obtenir avec un appareil fixe ; mais le mouvement doit être d'amplitude beaucoup plus faible et le résultat est plus difficile à prévoir.

## Technique et équipement
Le point et la profondeur de champ ne sont pas aisés à modifier pendant que la photo est en cours d'exposition. On règle donc généralement l'ouverture du diaphragme aussi petite que possible, ceci ayant l'inconvénient de limiter la quantité de lumière, déjà rare dans un environnement sombre. 
Les lampes de poche associées à des filtres colorés permettent de varier les teintes de lumières, leds, néons, flashs portatifs, frontales ou stylos lumineux, tisons enflammés, écrans de téléphones portables peuvent servir pour créer des formes insolites, dans une gamme de couleurs variées. Il existe même des sources lumineuses créées spécifiquement pour cet usage, comme certaines applications disponibles sur les smartphones ou comme le « Hosemaster », qui utilise une fibre optique pour créer un point lumineux précis. D'autres sources telles que bougies, allumettes, briquets et objets luminescents type cyalume sont aussi couramment employés.
Un trépied est généralement nécessaire pour garder le boîtier immobile durant le long temps de pose, mais l'appareil peut être posé sur tout support stable et donner le même résultat. Un déclencheur à câble, évitant toute vibration causée par l'appui sur le déclencheur du boîtier, un déclencheur à minuteur ou une télécommande infrarouge à distance peuvent être utilisés pour parfaire les photos. 
Une mise au point manuelle est souvent employée car la mise au point automatique est difficile dans un environnement sombre. De plus, le photographe en light painting utilisera un film à faible sensibilité, ou un réglage à faible niveau ISO pour éviter le bruit (100 ISO). Évaluer l'exposition correcte de l'image requiert de la pratique et varie selon l'intensité des lumières utilisées et l'intensité de l'environnement lumineux.
Dans le cas d'une photo avec déplacement de l'appareil, la moindre lumière ambiante conjuguée à des temps de pause trop long causeront rapidement une image délavée.

## Applications en vidéo et film d'animation

### Image par image
Plusieurs collectifs et entreprises d'événementiel se sont emparés de la technique pour réaliser des animations en entreprise ou événements de soirées : Les StreetDesigners, le collectif allemand lichtfaktor, le collectif pika pika, le collectif lightgraff.
Un light Painter Français Frédéric Leroux a utilisé aussi cette technique dans une campagne de publicité pour un Datacenter Français
Une campagne de publicité de Numéricable propose une animation avec ce principe.
Bullet Time: l'artiste Jadikan a développé un système de « bullet time » avec 20 appareils synchronisés pour pourvoir partager ses « sculptures lumineuses » sous différents angles avec le projet Light is not Flat.

### En vidéo lors du montage
La conservation des traits de lumières dessiné dans l'espace peuvent être réalisés grâce au logiciel Adobe After Effects avec un effet écho appliqué au film original.
On retrouve cette technique utilisée dans une publicité pour le iPod nano, et dans la publicité d'Yves Saint Laurent pour le parfum Elle.
Le clip vidéo Fortune FadedVoir sur ' des Red Hot Chili Peppers réalisé par le français Laurent Briet, est également une application du light painting en vidéo.

### En vidéo en temps réel
Musique dans le noir, une installation sonore de light painting interactif de Jean-Robert Sedano et Solveig de Ory utilisant la vidéo en temps réel.
Grâce aux travaux de Cyrille Brissot et du développement de son logiciel Light-Flux, le collectif Urbn-buzz composé de Sangeeta, danseuse et chorégraphe indienne de Bharatanatyam, Cyrille Brissot, musicien-chercheur à l’Ircam spécialiste de la captation de geste, et Marko-93, a monté un spectacle nommé Mayakkam - Oxymore.
L'artiste Gildas Malassinet a développé Peinture de lumière : une installation interactive de lighpainting en vidéo et en temps réel, qu'il utilise également dans Danse avec les signes un spectacle avec la chorégraphe et danseuse Claudine Trémeaux.
William Guignard (Will Light), technicien TV en vidéo et son, développe son outil de live, mais c'est depuis sa rencontre avec l'artiste Cisco Light painting en 2013 que son outils prend de l'ampleur en prenant divers axes : la publicité (collaboration avec Julien Breton), des performances (collaboration avec Patrick Rochon), du VJing, des spectacles de danses et divers autres travaux de recherches de nouvelles formes d'écriture (KaleidoLight…)

## Calligraphie
La calligraphie est une pratique courante en light painting, comme pour la calligraphie traditionnelle la fabrication des pinceaux a une grande importance et les outils utilisés sont variés allant de la LED aux effets pyrotechniques.

## Œuvres réalisées avec cette technique
- Le clip musical ILY du chanteur Jebli Yassine[8] ;
- Le clip musical Sans dire un mot du chanteur français Emmanuel Moire ;
- Le clip musical Lovers in Japan du groupe britannique Coldplay ;
- Le Cimetière des Monstres, un livre de photographie d'art évoquant l'urbex et le patrimoine industriel utilisant des techniques de light painting[9] ;
- Photographies de Michel Séméniako ;
- Photographies de Jean Daviot ;
- Photographies et films vidéo du français Marko 93[10], dont le film Paris By light (avec Mehdi Idir) ;
- Photographies du Jadikan Lightning Project de l’artiste Jadikan[11] ;
- Photographies de Jacques Pugin ;
- Tesla : Lumière mondiale, film québécois de Matthew Rankin[12] ;
- Slowsand de Christophe Beaucourt (2005), film en stopmotion.